# Dasychira hunanensis
Dasychira hunanensis är en fjärilsart som beskrevs av Collenette 1938. Dasychira hunanensis ingår i släktet Dasychira och familjen tofsspinnare. Inga underarter finns listade i Catalogue of Life.